# Robesonia
Robesonia es un borough ubicado en el condado de Berks en el estado estadounidense de Pensilvania. En el año 2000 tenía una población de 2.036 habitantes y una densidad poblacional de 885.6 personas por km².

## Geografía
Robesonia se encuentra ubicado en las coordenadas 40°21′06″N 76°08′12″O / 40.35167, -76.13667.

## Demografía
Según la Oficina del Censo en 2000 los ingresos medios por hogar en la localidad eran de $44,943 y los ingresos medios por familia eran $52,150. Los hombres tenían unos ingresos medios de $35,844 frente a los $24,141 para las mujeres. La renta per cápita para la localidad era de $24,093. Alrededor del 5.1% de la población estaba por debajo del umbral de pobreza.